# دوميترو كوبيل
دوميترو كوبيل (بالرومانية: Dumitru Copil)‏ هو لاعب كرة قدم روماني في مركز الوسط، ولد في 14 مارس 1990 في أراد في رومانيا. لعب مع بيهور أوراديا وغلوريا أراد وهارت أوف ميدلوثيان ويو تي أي أراد.

## وصلات خارجية
- دوميترو كوبيل على موقع قاعدة بيانات كرة القدم.إي يو (الإنجليزية)
- دوميترو كوبيل على موقع Soccerway.com (الإنجليزية)